# Pöppendorfer Großsteingrab

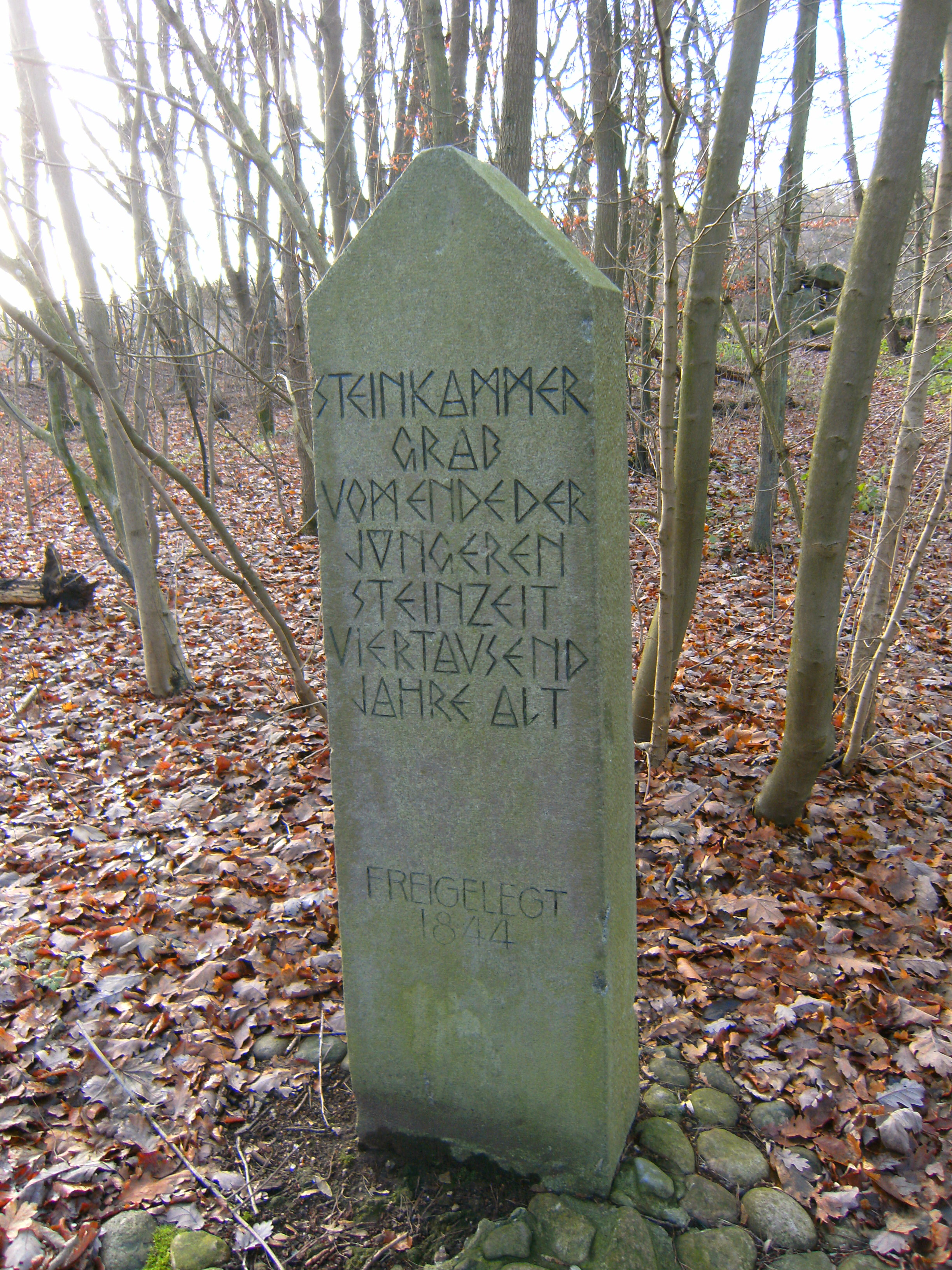
Hinweisstele am Straßenrand

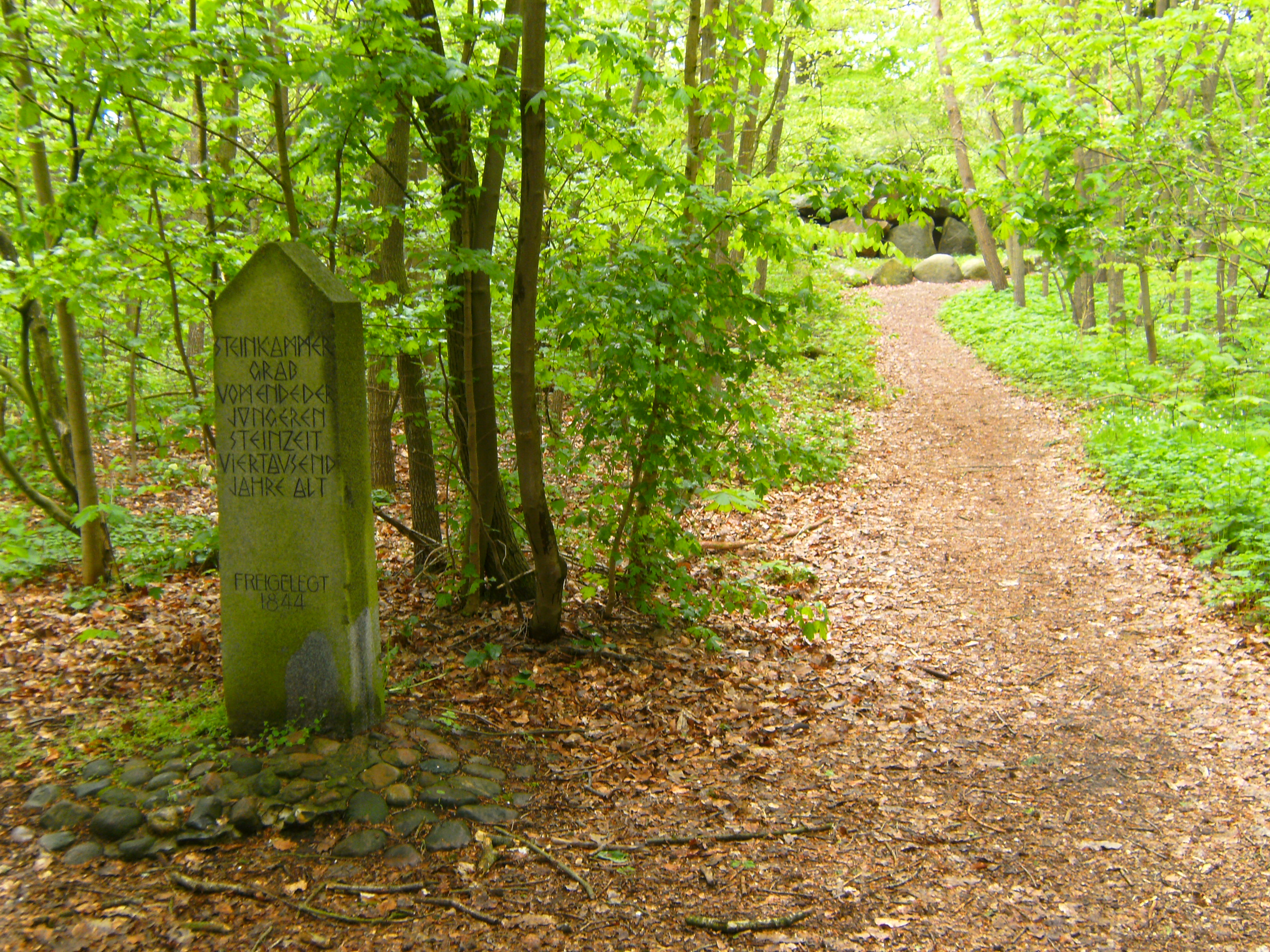
Pöppendorfer Großsteingrab südwestlich von Pöppendorf bei Lübeck. Zugang in den Wald von der Straße Pöppendorf – Waldhusener Forst aus.

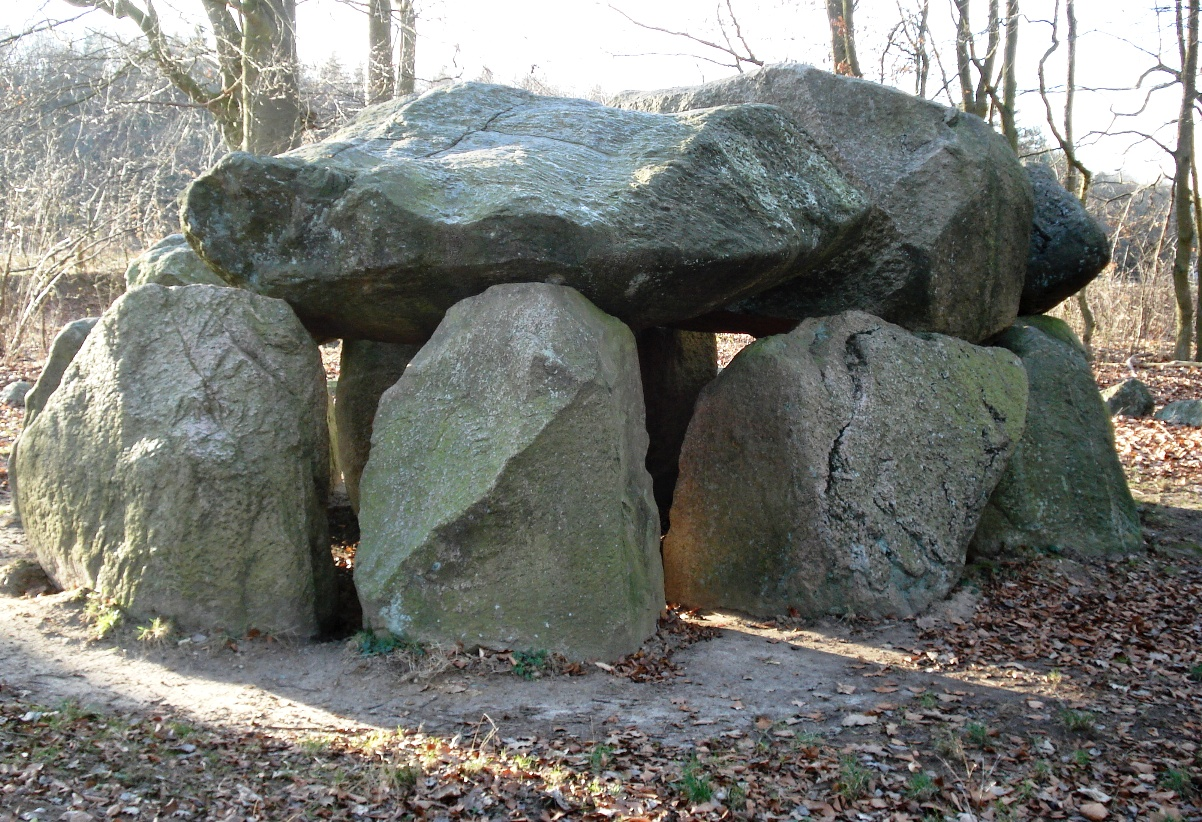
Das Pöppendorfer Großsteingrab aus Südost

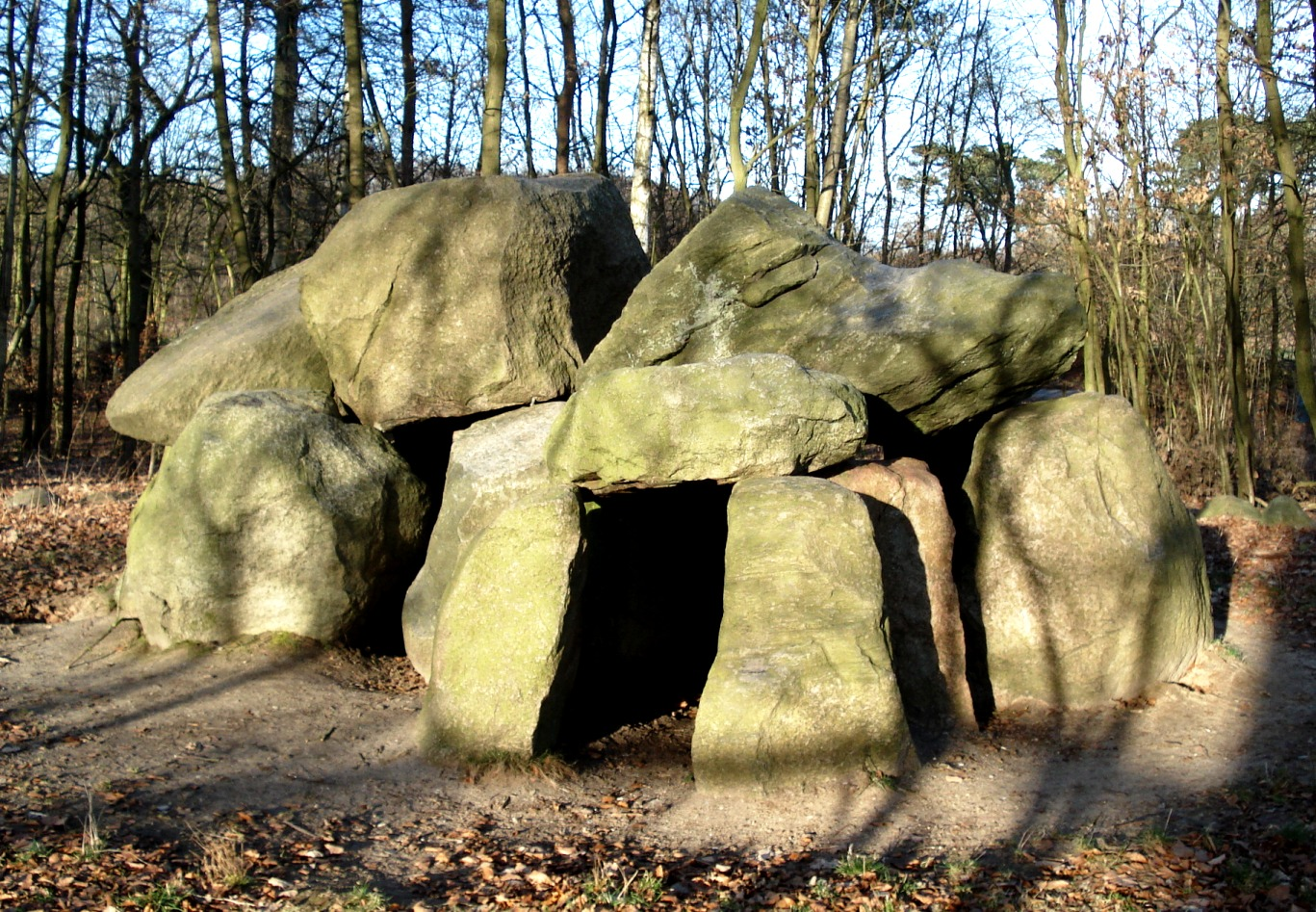
Westseite (mit Zugang)

Das Pöppendorfer Großsteingrab im Waldhusener Forst (auch Waldhusener Großsteingrab) ist ein Ganggrab in der Nähe des Dorfes Pöppendorf, einem Teil des Lübecker Ortsteils Kücknitz in Schleswig-Holstein. Die Megalithanlage der Trichterbecherkultur (TBK) entstand zwischen 3500 und 2800 v. Chr.

## Lage
Das Großsteingrab liegt am nordöstlichen Rand des Waldhusener Forstes an der Straße zwischen Pöppendorf und Kreuzkamp. Es ist von Lübeck-Kücknitz oder von Lübeck-Travemünde aus zu erreichen. 

## Geschichte
Das Alter des jungsteinzeitlichen Großsteingrabes wird auf 5.000 bis 6.000 Jahre geschätzt.
Im Rahmen der Untersuchungen des Grabhügels wurden Spuren bronzezeitlicher und slawischer (Nach-)Bestattungen wie am Pöppendorfer Ringwall gefunden.

## Ausmaße
Die meridional, das heißt nach Süden ausgerichtete Megalithanlage hat eine Länge von etwa 6 m und mit dem vorspringenden Zugang eine Breite von etwa 3,7 m. Der Innenraum ist etwa 4 m lang, etwa 1,7 m breit und etwa 1,5 m hoch.
Das Grab besteht aus großen Findlingen, zwölf Tragsteinen und vier Decksteinen. Zehn Trägersteine und drei große Decksteine bilden die Kammer, zwei Trägersteine und ein kleinerer Deckstein bilden den Gang auf der südlichen Seite. Einer der Trägersteine weist zwei behauene Seiten auf. Er wurde offenbar neuzeitlich eingefügt, um einen leicht abgesunkenen Trägerstein zu ersetzen.
Der Zugang befindet sich rechts im Süden auf der westlichen Längsseite an der so genannten „Holsteiner Kammer“.

## Bearbeitung

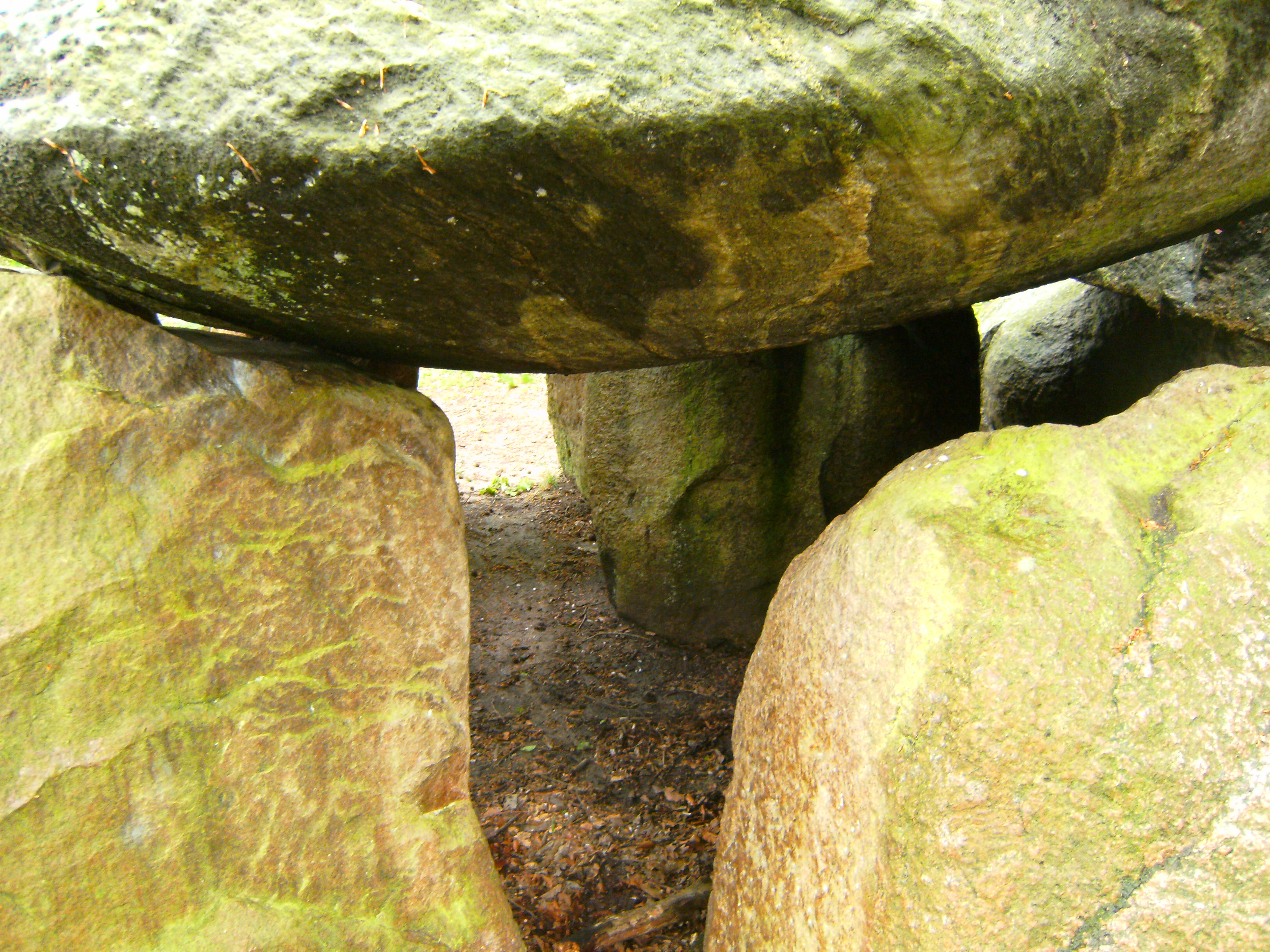
Pöppendorfer Großsteingrab südwestlich von Pöppendorf bei Lübeck. Durchblick quer durch das Großsteingrab.

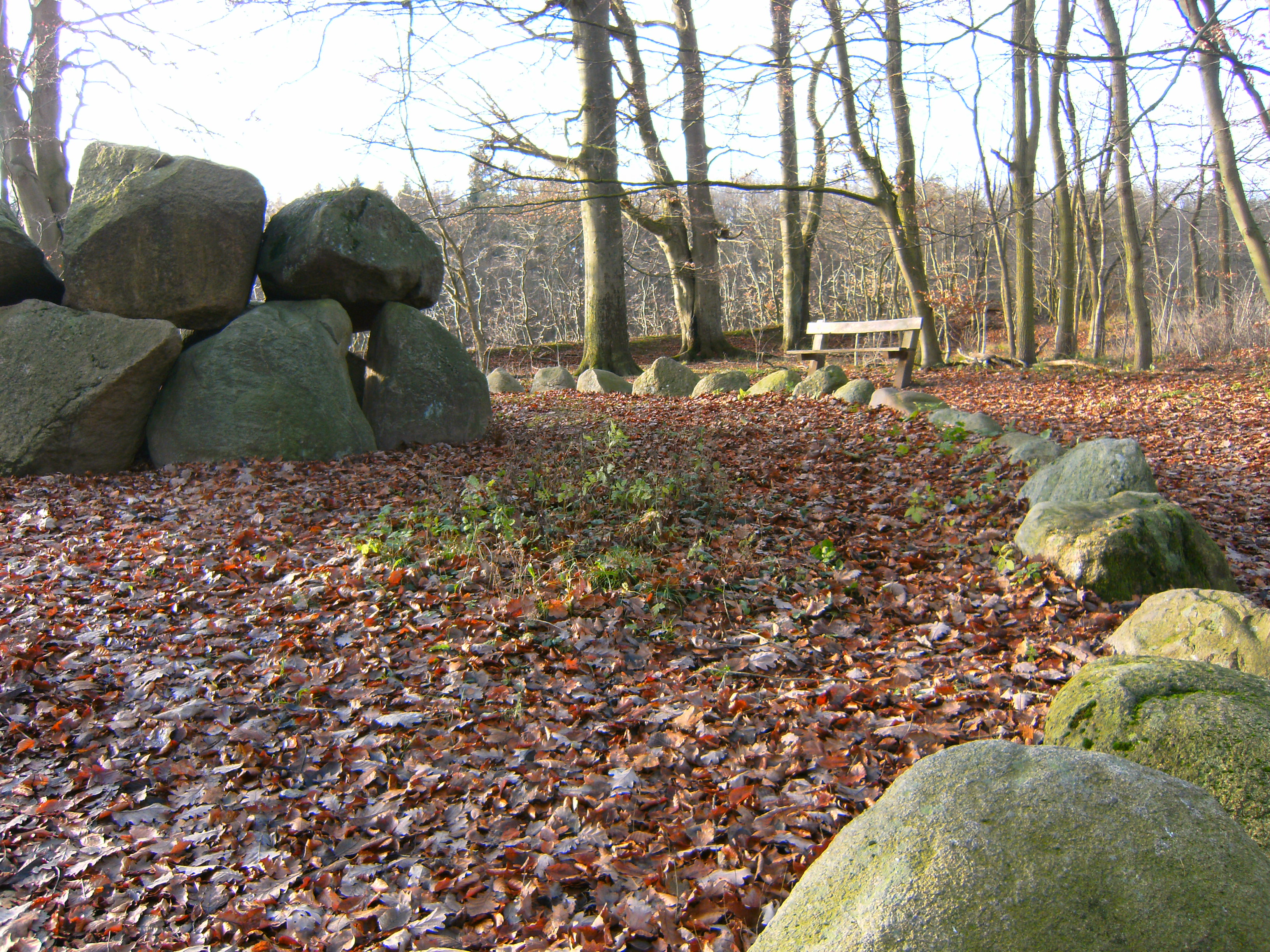
Pöppendorfer Großsteingrab südwestlich von Pöppendorf bei Lübeck. Steinring um das Hünengrab

Der das Großsteingrab ursprünglich bedeckende Erdhügel wurde 1844 abgetragen. Dabei wurde auch das zwischen den heute sichtbaren Steinen befindliche Zwischenmauerwerk entfernt. An der Basis des Grabhügels lagen die Reste einer vermutlich ovalen Rollsteinmauer, aus zwei bis vier Lagen faust- bis überkopfgroßer Steine, die stellenweise bis zu 0,3 m in die alte Geländeoberfläche eingetieft war. Ein ähnlicher Befund stammt vom Dolmen von Wittenborn. Einige Steine wurden mit Metallklammern verbunden. In einem Abstand von etwa 3,5 m um das Großsteingrab befindet sich ein Kreis aus 59 kleinen Findlingen, die die ursprüngliche Größe des Erdhügels darstellen sollen.